# Validità (logica)
In logica, la nozione di validità (validità logica) riguarda innanzitutto, ed in senso generale, la connessione tra l'insieme delle premesse di un argomento e la sua conclusione, all'interno di una argomentazione (es. sillogismo). In un argomento, le premesse devono in qualche modo giustificare l'affermazione della conclusione: esse devono fornire un fondamento all'affermazione della conclusione. Questa giustificazione deve a sua volta inevitabilmente fondarsi su una connessione tra l'insieme delle premesse e la conclusione: è perché le premesse sono connesse in un certo modo alla conclusione, che le premesse rappresentano una ragione per l'affermazione della conclusione.
Un argomento si dice logicamente valido quando la connessione tra l'insieme delle premesse e la conclusione è di natura esclusivamente logica. Perciò, un argomento è logicamente valido se e solo se tra l'insieme delle premesse e la conclusione dell'argomento sussiste una connessione logica. Quando ciò non è verificato si parla invece di fallacia.

## Definizione filosofica di "connessione logica"
La genericità della definizione appena data, che fa uso del solo concetto di connessione logica, ci consente di cogliere il significato generale, e dunque filosofico, della nozione di validità logica - quel significato, cioè, che è in qualche modo presupposto dalla definizione logico-matematica di argomento valido.
Sono isolabili tre modi in cui la definizione di connessione logica può essere data facendola ancora permanere nel campo del significato filosofico, prima di passare alle formalizzazioni proprie della logica matematica. È già qui comprensibile che ciascuno di questi modi varrà anche - data l'equivalenza, sopra stabilita in via generale, tra validità dell'argomento e sussistenza di una connessione logica tra l'insieme delle premesse (d'ora in poi, con il simbolo P si indicherà l'insieme delle premesse) e la conclusione (d'ora in poi, con il simbolo C si indicherà la conclusione) - come specificazione del concetto di validità di un argomento. Dunque, si ha una connessione logica tra P e C:
1. quando C è connesso a P in modo tale che C è ricavabile logicamente da P.
La ricavabilità logica di C da P è detta deducibilità. La scrittura simbolica generalmente adottata dai manuali odierni di logica matematica per esprimere la deducibilità di C da P è {\displaystyle P\vdash C}, che significa appunto "C è deducibile da P". Questa scrittura simbolica rispecchia la struttura ideale dell'argomento: insieme delle premesse; conclusione; connessione, qui significata dal segno {\displaystyle \vdash }, tra la conclusione e le premesse.
2. oppure quando C è connesso a P in modo tale che una volta affermato P è necessario affermare C.
3. oppure quando C è connesso a P in modo tale che è impossibile che P sia vero, e C sia falso.

Gli aspetti della connessione tra C e P specificati da (2) e da (3) vengono espressi in logica dicendo che C è una conseguenza logica (o conseguenza valida) di P. La scrittura simbolica adottata generalmente nei nostri giorni dalla logica matematica per esprimere la consequenzialità logica di C da P è {\displaystyle P\models C}, che significa appunto "C è una conseguenza logica di P".
È già evidente - ancor prima di approfondire la relazione tra (1) da una parte, e (2) e (3) dall'altra - che ciascuna di queste tre definizioni riesce a soddisfare il requisito generale perché si possa parlare di argomento logicamente valido: la connessione tra la conclusione e le premesse deve essere tale che le premesse forniscono un fondamento logico, cioè indipendente da motivazioni extra-logiche, per l'affermazione della conclusione.
Queste tre definizioni di connessione logica tra P e C sono intensionalmente differenti, in quanto esse fanno evidentemente uso di concetti formalmente distinti (i concetti evidenziati in corsivo). Ma sono estensionalmente equivalenti, in quanto ogni argomento che soddisfa una qualunque di essa (che cioè risulti logicamente valido in base ad una qualunque di queste definizioni), soddisfa tutte le altre (cioè, risulta logicamente valido in base a tutte le altre definizioni).
Come si vedrà, la nozione logico-matematica di validità logica, ed i corrispondenti metateoremi logico-matematici (tanto quelli dimostrati nella logica proposizionale, quanto quelli dimostrati nella logica predicativa) fanno riferimento ai significati stabiliti da queste tre definizioni.

## Validità logica come deducibilità. Forma logica di un argomento
Approfondiamo qui il significato della definizione (1). Si prenda come esempio il cosiddetto sillogismo fondamentale (benché sia affatto estraneo alla logica aristotelica, dove la quasi totalità dei sillogismi è formulata nella forma condizionale "se...allora" nel testo degli Analitici; e dalla quale, per altro, sono praticamente assenti i termini singolari (chiamati Eigennamen nella logica freghiana) quali "Socrate", poiché secondo Aristotele nessun enunciato scientifico può parlare di individui):
in base al concetto (1) la proposizione espressa dalla conclusione ("Socrate è mortale") è ricavabile logicamente, cioè è deducibile, dalle proposizioni espresse dalle due premesse ("Tutti gli uomini sono mortali" e "Socrate è un uomo"). In cosa consiste questa ricavabilità logica-deducibilità? Noi possiamo distinguere le parole che compaiono in questo argomento in due classi. Alla prima classe appartengono quelle parole che possono essere sostituite da altre parole senza che la struttura, la forma dell'argomento subisca una variazione. Nel nostro caso, tali parole sono date dai termini generali "uomo" e "mortale", e dal termine singolare o nome proprio "Socrate". Alla seconda classe appartengono invece quelle parole dalla cui occorrenza dipende la forma, la struttura dell'argomento. Nel nostro caso, tali parole sono date dalla parola "tutti" (che in logica viene detta quantificatore universale) e dalla copula "è".
A giustificazione di questa bipartizione dei termini occorrenti nell'argomento, possiamo provare a mettere "gatto" al posto di "uomo" e "felino" al posto di "mortale". Questa sostituzione produrrà la seguente trasformazione dell'argomento:
Riconosciamo che la forma dell'argomento è risultata invariata, e dunque invariante rispetto a tale sostituzione. Infatti sia "Tutti gli uomini sono mortali" sia "Tutti i gatti sono felini" asseriscono una certa cosa (rispettivamente, l'esser mortale e l'esser felino) di tutte le cose di un certo tipo (rispettivamente, gli uomini e i gatti). Detto più precisamente: "Tutti gli uomini sono mortali" e "Tutti i gatti sono felini" stabiliscono una stessa relazione tra i due termini che occorrono in esse (rispettivamente, tra "uomo" e "mortale", e tra "gatto" e "felino"). Permane dunque una identità a dispetto della variazione prodotta dalla sostituzione dei termini effettuata, e tale permanenza, che consiste nella permanenza della relazione tra i termini, è la permanenza stessa della forma dell'argomento.
Se invece proviamo a sostituire "nessuno" a "tutti", avremo:
Riconosciamo, qui, che la forma dell'argomento è variata, perché non permane più quella identità che resisteva alla prima sostituzione ("gatto" al posto di "uomo"). È vero, c'è ancora la parola "uomo" e la parola "mortale", e questo indica certamente la permanenza di una identità di un qualche tipo. Ma "Nessun uomo è mortale" non stabilisce tra "uomo" e "mortale" la stessa relazione stabilita tra questi due termini da "Tutti gli uomini sono mortali". L'identità che deve permanere, a dispetto delle sostituzioni dei termini, perché la forma dell'argomento risulti invariata, è dunque una identità di relazione.
Perciò, la classe dei termini dalle cui occorrenze dipende la forma dell'argomento, è quella cui appartengono i termini che regolano le relazioni. Poiché la forma dell'argomento, resistente a certe sostituzioni, è detta forma logica, la classe dei termini dalle cui occorrenze dipende la forma dell'argomento può essere detta classe dei termini logici. L'altra, quella cui appartengono i termini le cui sostituzioni lasciano invariata la forma dell'argomento, può essere detta classe dei termini non logici.
In quanto alla prima classe così definita appartengono i termini che regolano le relazioni (tra termini), tali termini riguardano la sintassi dell'argomento (cioè, delle proposizioni che lo compongono), e non la semantica; sono invece i termini, appartenenti alla seconda classe, e la cui sostituzione lascia invariata la forma logica, a riguardare la semantica.
Dunque, poiché la forma logica dell'argomento rimane invariata se e solo se rimane invariata la sua struttura relazionale, possiamo dire che la sintassi di un argomento riguarda esclusivamente il significato della relazione. Sebbene, cioè, la forma logica sia una questione di sintassi, cioè di relazione tra termini, e come tale essa non ricada nella semantica, tuttavia la forma logica esprime inevitabilmente un significato, laddove tale significato è il significato della relazione. L'invarianza della forma logica rispetto a certe sostituzioni di termini, è precisamente l'invarianza, rispetto a tali sostituzioni, del significato della relazione. Il significato che non varia quando la forma logica resiste a certe sostituzioni di termini, è il significato della relazione.
Torniamo dunque alla nostra domanda: in che senso la conclusione è, in un argomento logicamente valido, ricavabile logicamente, cioè deducibile, dalle premesse? Tale deducibilità consiste nel fatto che la conclusione può essere ricavata attraverso un procedimento che non contempla l'intervento di considerazioni semantiche sul significato dei termini non logici che compaiono nelle premesse, ma che si fonda interamente su considerazioni sintattiche, riguardanti cioè la relazione tra i termini e, in quanto i termini sono posti in relazione dai termini non logici, il significato dei termini logici. La ricavabilità logica della conclusione dalle premesse consiste cioè nel fatto che noi, per poter ottenere la conclusione "Socrate è mortale" dalle due premesse, non abbiamo bisogno di andare a vedere "che cosa significano", o "che cosa" corrisponde a, i termini "uomo", "mortale", "Socrate", perché l'unica cosa di cui abbiamo bisogno è di vedere come sono relazionati i termini nelle premesse, e di conoscere il significato dei termini logici "tutti" ed "è".
Precisamente: l'argomento in questione è logicamente valido - e cioè la conclusione è deducibile (cioè ricavabile logicamente) dalle premesse; e dunque le premesse costituiscono effettivamente una giustificazione dell'affermazione della conclusione - perché, e solamente perché, i termini non logici sono relazionati (tramite i termini logici) tra di loro in modo tale che il significato stesso dei termini logici costituisce la relazione tra i termini non logici come fondamento per l'affermazione della conclusione (la quale conclusione a sua volta esprimerà una determinata relazione tra termini; ad esempio, tra "Socrate" e "mortale"). Nel nostro caso: il modo in cui i termini non logici ("uomo", "mortale", "Socrate") sono relazionati nelle proposizioni che compongono l'argomento è tale che questo modo, in virtù del solo significato che i termini logici "tutti" ed "è" posseggono in logica, costituisce un fondamento per l'affermazione della conclusione.
Possiamo enunciare questo risultato fondamentale: la validità logica di un argomento (in quanto essa coincide con la deducibilità della conclusione dalle premesse) dipende esclusivamente dalla forma logica dell'argomento. Perciò la validità logica di un argomento, in quanto ha a che fare esclusivamente con la forma logica dell'argomento, ha a che fare esclusivamente con la relazione tra i termini non logici ed il significato dei termini logici.
Da cui abbiamo visto conseguire quest'altro risultato: un argomento è logicamente valido se e solo se la sua forma logica è tale che il significato dei termini logici (in esso occorrenti) costituisce la relazione (in esso occorrente) tra i termini non logici come fondamento per l'affermazione della conclusione.